# Al-Kanajat
Al-Kanajat (arab. القنايات) – miasto w Egipcie, w muhafazie Asz-Szarkijja. W 2006 roku liczyło 42 563 mieszkańców.